# Moritz Lieber
Moritz Joseph Josias Lieber (* 1. Oktober 1790 auf Burg Blankenheim; † 29. Dezember 1860 in Camberg) war ein deutscher Jurist, Politiker, Publizist, Autor, Übersetzer und Teehändler. Er gilt als „Vater“ der Deutschen Zentrumspartei.

## Familie
Moritz Lieber, dessen Vorfahren aus dem Bündner Vorderrheintal stammten, war der Sohn aus der Ehe des Gisbert Lieber (1759–1843) und Adelheid von Roesgen-Floß.
Im Jahre 1822 heiratete er Anna Maria Franziska Windischmann, die Tochter des Bonner Philosophen Karl Joseph Hieronymus Windischmann. Aus der Ehe gingen fünf Kinder hervor. Nach dem Tod seiner Frau 1832 heiratete er Maria Josepha Hilt, mit der er zehn Kinder hatte. Sein Sohn Philipp Ernst Maria Moritz Lieber war Mitbegründer der Zentrumspartei und von 1892 bis zu seinem Tod 1902 Führer der Zentrumsfraktion im Reichstag.

## Leben
Moritz Lieber studierte an der Universität Aschaffenburg und wurde an der Juristischen Fakultät der Universität Bonn zum Doktor beider Rechte (Dr. iur. utr.) promoviert. Nach seinem zweiten juristischen Staatsexamen 1810 war er für den Regierungsrat Staehler tätig und trat anschließend in den preußischen Dienst ein. Von 1812 bis 1821 war er Regierungsadvokat in Ehrenbreitstein mit Wohnsitz in Engers. 1821 wurde er als Rechtsanwalt vom Landgericht Koblenz zugelassen. 1824 schied er aus dem preußischen Staatsdienst aus und siedelte in das nassauische Camberg, wo er 1831 zum nassauischen Legationsrat ernannt wurde.
Lieber engagierte sich für den Katholizismus im Herzogtum Nassau. Auf seine wesentliche Initiative hin wurde 1827 das Bistum Limburg gegründet. Im Kölner Kirchenstreit 1837, der Märzrevolution von 1848 und später im Oberrheinischen Kirchenkonflikt vertrat er die katholischen Interessen. 1849 gründete er den katholischen Vereine Camberg, aus dem einige Jahre später die „Vincenzkonferenz“ entstand. Er war Mitbegründer des Bonifatiusvereins. Er stellte zusammen mit Augsburger Unternehmer Carl August Brentano-Mezzegra das Präsidium des zweiten Deutschen Katholikentages vom 9. bis 12. Mai 1849 in Breslau sowie mit Karl Ernst von Moy de Sons das Präsidium des neunten Deutschen Katholikentages vom 21. bis 24. September 1857 in Salzburg.
Er galt als versierter katholischer Publizist und Autor. Lieber, der mit dem Kirchenmaler Philipp Veit, dem Limburger Bischof Peter Josef Blum und dem politisch einflussreichen Mainzer Bischof Wilhelm Emmanuel von Ketteler sowie dem Staatsrechtlers Carl Ernst Jarcke befreundet war, war einer der wichtigsten Persönlichkeiten des nassauischen politischen Katholizismus in der Revolutionszeit 1848/49. Für seine hohen kirchlichen Verdienste wurde er von Papst Pius IX. mit dem Ritterkreuz des Gregoriusordens ausgezeichnet.
Im Alter von 70 Jahren wurde er Mitglied der zweiten Kammer der Landstände des Herzogtums Nassau, dem Landtag des Herzogtums Nassau, und Vizepräsident der Ersten Kammer.

## Schriften
- Die Werke des Grafen Joseph Marie de Maistre, 1825
- Vom Zoelibat: Antworten auf Fragen, welche in dem jüngst zu Hadamar in Verlage der Neuen Gelehrten-Buchhandlung herausgekommenen Bruchstück eines Gespräche über die Priesterehe sind, 1831
- Die Gefangennehmung des Erzbischofs von Köln und ihre Motive, August Osterrieth Frankfurt am Main 1837[4]
- Reisen eines Irländers um die wahre Religion zu suchen: mit Noten und Erläuterungen, Pergay 1852 (6. Auflage), zusammen mit Thomas Moore
- In Sachen der oberrheinischen Kirchenprovinz: mit älteren und neueren Aktenstücken, Herder 1853